# Ceratocentrus drumonti
Ceratocentrus drumonti là một loài bọ cánh cứng trong họ Cerambycidae.